# Planeta interzisă

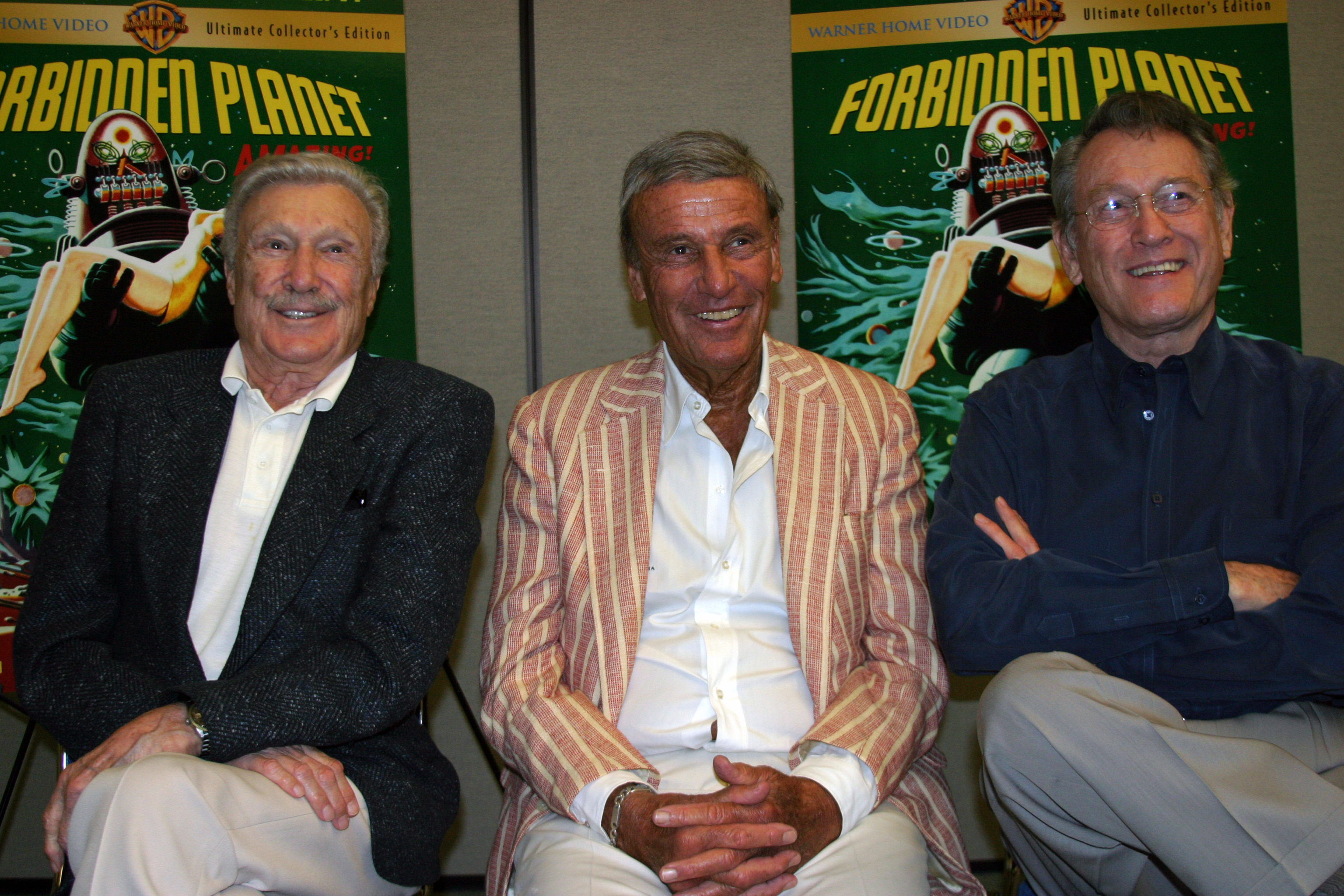
Warren Stevens, Richard Anderson și Earl Holliman în 2006 la San Diego Comic Con la lansarea pe DVD a filmului

Planeta interzisă (tilu original Forbidden Planet) (1956) este un film SF produs de Metro-Goldwyn-Mayer și regizat de Fred Wilcox. În film interpretează Walter Pidgeon, Anne Francis și Leslie Nielsen. Personajele și povestea au fost comparate cu cele din piesa lui William Shakespeare - Furtuna.
Echipajul navei C57-D investighează cauzele liniștii care învăluie o colonie planetară doar pentru a găsi doi supraviețuitori și un secret mortal.
Crucișătorul Spațial al Planetelor Unite C57-D este o navă fictivă proiectată ca o farfurie zburătoare, inspirată de valul de OZN-uri din acea vreme. Această navă a inspirat la rândul ei decorul interior al unei alte nave notorii, USS Enterprise din universul Star Trek.

## Rezumat
La începutul secolului al XXIII-lea, Crucișătorul Spațial C57-D este trimis pe planeta Altair IV, aflată la 16 ani-lumină de Pământ. Misiunea sa este de a descoperi soarta unei expediții trimise cu 20 de ani în urmă pentru a întemeia o colonie pe planetă. La scurt timp după intrarea pe orbită, crucișătorul este contactat prin radio de către o persoană de la sol: Dr. Edward Morbius din prima expediție terestră îi avertizează să nu se apropie. Căpitanul navei spațiale, comandantul John J. Adams, ignoră acest avertisment, urmând doar ordinele sale specifice, prin urmare îi solicită coordonatele locului de aterizare. Edward Morbius îi îndeplinește cerințele fără prea mare tragere de inimă.
Nava C57-D este întâmpinată de Robotul Robby, care îi ia pe Adams, locotenentul Farman Jerry și pe locotenentul Doc Ostrow pentru a se întâlni cu Dr. Morbius. În casa sa elegantă, Morbius le explică faptul că o forță planetară necunoscută a ucis aproape pe toți ceilalți membri ai expediției sale, vaporizând nava lor spațială, Bellerophon, în momentul în care echipajul a încercat să părăsească planeta. Numai Morbius, soția sa (care a murit din cauze naturale) și fiica lor Altaira au supraviețuit, deoarece au ales să rămână în această nouă lume care i-a adoptat. Morbius se teme că echipajul de pe C57-D va avea aceeași soartă. Tânăra Altaira nu a mai văzut alți oameni în afară de tatăl ei, iar după întâlnirea cu atractivii ofițeri de pe nava Pământului, ea devine interesată de procesul de învățare al relațiilor personale umane.
Într-o vizită ulterioară, Adams și Ostrow află de la Morbius că el a studiat străvechea civilizație de pe Altair IV numită Krell, o civilizație cu mult mai avansată decât omenirea, dar care a dispărut în mod misterios în timpul unei singure nopți, cu 200.000 de ani în urmă - tocmai când au realizat cel mai mare triumf al lor. În interiorul unui laborator încă în stare de funcționare al civilizației Krell, Morbius îi arată lui Adams și Ostrow un dispozitiv pe care el îl numește un educator de plastic capabil să măsoare și să consolideze capacitatea intelectuală, deși scopul său principal este de a realiza proiecții tridimensionale al oricărui gând din mintea utilizatorului. Morbius le dezvăluie cum căpitanul de pe nava Bellerophon ar fi încercat dispozitivul și a fost ucis instantaneu.

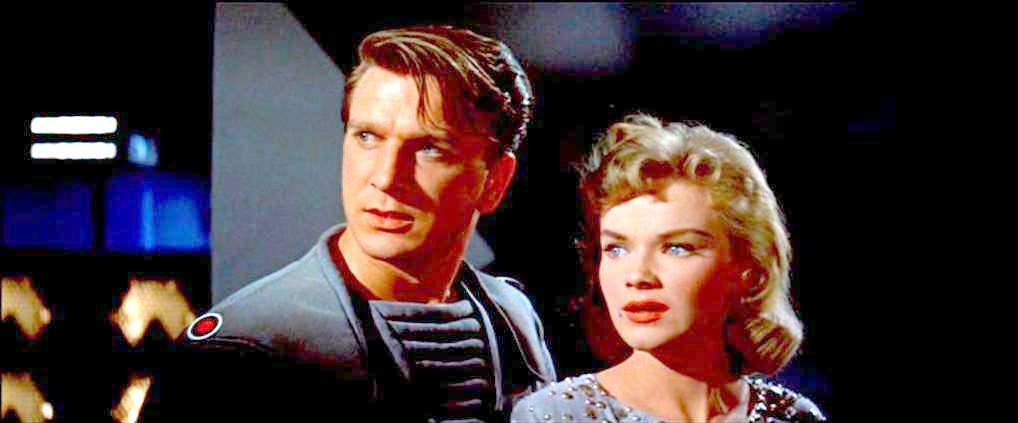
Leslie Nielsen și Anne Francis

## Distribuție
- Walter Pidgeon este Dr. Edward Morbius
- Anne Francis este Altaira "Alta" Morbius
- Leslie Nielsen este Comandantul John J. Adams
- Jack Kelly este Lt. Jerry Farman (pilotul navei spațiale)
- Warren Stevens este Lt. "Doc" Ostrow
- Richard Anderson este Lt. Quinn (inginerul navei sau mecanicul cuantic)
- Earl Holliman este "Cookie" (bucătarul navei)
- George Wallace este șeful echipajului, Steve
- Bob Dix este Grey
- Jimmy Thompson este Youngerford
- James Drury este Strong
- Harry Harvey, Jr. este Randall
- Roger McGee este Lindstrom
- Peter Miller este Moran
- Morgan Jones este Nichols
- Richard Grant este Silvers
- Frankie Darro, cascadorul din interiorul Robotului Robby când acesta se mișcă (necreditat)
- Marvin Miller, vocea Robotului Robby (necreditat)
- Les Tremayne este naratorul (necreditat)
- James Best este un membru al echipajului de pe C-57D (necreditat)
- William Boyett este un membru al echipajului de pe C-57D (necreditat)